# 2011 Afganisztánban
2011 afganisztáni eseményei:

## Január
- Pakisztán és az oda látogató afgán küldöttek megállapodtak, hogy felállítanak a két ország küldötteiből álló tanácsot, mely a béke feltételeit egyhangúlag határozza meg. Előzetes feltételezések szerint a küldöttség fő célja a tálibokkal való béketárgyalás lett volna. A pakisztáni külügyminisztérium szóvivője bejelentette, hogy a döntést a kabuli Békéltető Főtanács két tuat tagjának Iszlámábádban folytatott megbeszélései alatt hozták tető alá. A küldöttséget az elnök, az ország volt vezetője, Burhanuddin Rabbani vezette.[1] Ugyanakkor egy amerikai szenátor, Linsley Graham azt tanácsolta, fontolják meg egy állandó amerikai támaszpont kiépítését Afganisztánban. Erre a dühbe gurult afgán tálibok egy videóüzenetben úgy válaszoltak, hogy ezzel az USA megpróbálja elfoglalni Afganisztánt és elvenni az ország állampolgárainak egyes jogait.[2]

- Az Afganisztánban állomásozó amerikai parancsnokok arra keresik a választ, hogyan lehet azt megoldani, hogy a Fehér Ház elvárásainak megfelelően csökkenthessék az ott lévő amerikai katonák számát, és ennek ellenére tovább fokozzák a csapatok erejét.[3] A Pentagon bejelentette, hogy ideiglenesen további 1400 tengerészt küld Afganisztán déli részébe, hogy megerősíthessék a béke terén elért eredményeket.[4] Ezalatt a holland kormány bejelentette, hogy újabb kiképző csoportot küld a területre. Erre kevesebb mint egy évvel azután kerül sor, hogy az ázsiai katonai jelenlét az előző kormány bukásához és a csapatok kivonásához vezetett.[5]

- Kabulban több százan tiltakoztak amiatt, mert Irán nem engedte meg, hogy az olajszállító tankerek átlépjék a két ország határát. A tüntetők felvonulást szervezetek az iráni nagykövetség elé, ahol azzal vádolták meg Iránt, hogy beavatkozik Afganisztán belügyeibe.[6]